# 1610 Mirnaya
1610 Mirnaya è un asteroide della fascia principale. Scoperto nel 1928, presenta un'orbita caratterizzata da un semiasse maggiore pari a 2,2024370 UA e da un'eccentricità di 0,1984882, inclinata di 2,20002° rispetto all'eclittica.
L'asteroide prende il nome dalla parola russa per "pacifico" (in russo мирная?, mirnaja).